# Kaleköy, Selçuklu
Kaleköy là một xã thuộc quận Selçuklu, tỉnh Konya, Thổ Nhĩ Kỳ. Dân số thời điểm năm 2011 là 150 người.